# Theodora Geraets
Theodora Geraets (Zeist) is een Nederlands violiste.

## Opleiding
Geraets volgde haar opleiding tot violiste achtereenvolgens op het Sweelinckconservatorium in Amsterdam bij Davina van Wely, in New York bij Dorothy Delay, in Düsseldorf bij Rosa Fain en volgde eveneens privé-lessen bij Kyung-Wha Chung in Londen. 

## Prijzen en onderscheidingen
In 1977 was Geraets winnares van de Max Rostal prijs en de prijs voor de beste uitvoering van het moderne werk tijdens een internationaal jeugdconcours in Glasgow. In 1979 won ze het Nationaal Vioolconcours Oskar Back. In 1980 won ze de eerste prijs op een muziekconcours in Aspen, Colorado, een klein plaatsje in de Rocky Mountains waar jaarlijks in de zomer belangrijke muziekmasterclasses plaatsvinden. Na het winnen van laatstgenoemd concours nodigde het Saint Louis Symphony Orchestra haar uit voor een optreden. In 1989 ontving Theodora Geraets de Nederlandse Muziekprijs.

## Activiteiten
Geraets is actief als soliste en speelde als solist met orkesten in Europa, de Verenigde Staten, Midden- en Zuid-Amerika en Japan. In het verleden trad ze met enige regelmaat op voor de televisie maar hoofdzakelijk op de radio. 
Van 2002 tot 2008 was Theodora Geraets concertmeester van het Limburgs Symfonie Orkest.
Sinds 1990 is Geraets hoofdvakdocente viool aan het Koninklijk Conservatorium in Den Haag.

## Bron, externe link
- Officiële website